# مقبرة 59
المقبرة رقم 59 و المعروفة علمياً بالرمز KV59 هي مقبرة مصرية قديمة تقع في وادي الملوك في مصر، يبدو أنها كانت بدايات لمقبرة، حيث لم يُعثر فيها على أي بقايا.

## روابط خارجية
- مشروع رسم خرائط طيبة: KV59 - يتضمن خرائط تفصيلية لمعظم المقابر.